# Distrito de Tanta

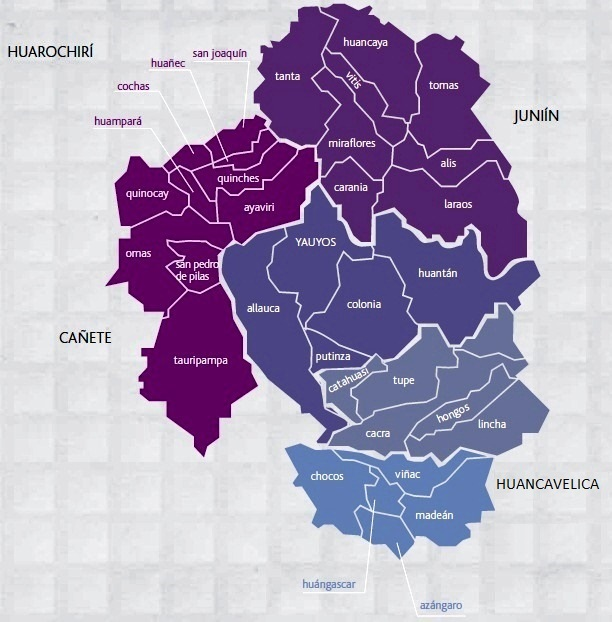
La provincia de Yauyos y sus 33 distritos.

El distrito de Tanta es uno de los treinta y tres distritos que conforman la provincia de Yauyos, perteneciente al departamento de Lima, en el Perú  y bajo la administración del Gobierno Regional de Lima. 
Desde el punto de vista jerárquico de la Iglesia católica, forma parte de la Prelatura de Yauyos.

## Historia
El distrito fue creado mediante Ley N.º 12644 del 2 de febrero de 1956, en el gobierno del Presidente Manuel A. Odría.

## Geografía
Tiene una superficie de 347,15 km². Se encuentra a 4 268 m s. n. m., Tanta, su capital es un pueblo de extrema pobreza a 4268 m s. n. m. con 141 viviendas.

### Cascadas
- Atarhuay
- Mullococha
- Pajacha
- Pajarín
- Ticlla

### Nevados
- Pariacaca, Chuspi, Hatunpauca, Human, Lliclla, Cullec, Ticlla y Pichahuajra.

### Lagunas
- Mullococha, Atarhuay, Paucarcocha, Piscococha, Chuspicocha, Uncacocha, Ticllacocha, Cuyococha, otras 30 lagunas y 6 lagunillas.

### Falla geológica
- Tragadero

### Aguas termales
- Baños, es el único afloramiento de agua termal de la zona. El agua tiene un PH de 6.4 y es ligeramente ácida. Es una estructura rectangular de 10 m de largo por 3.1 m de ancho, el ancho de los muros de 0.60 m confeccionado de lajas de piedra.[2]

## Centros poblados
- Masho a 4356 m s. n. m. con 6 viviendas
- Mullococha a 4295 m s. n. m. con 7 viviendas
- Ocllaj a 4310 m s. n. m. con 4 viviendas

## Atractivos turísticos

### Sitios arqueológicos
- Pircapirca, ubicado en la margen derecha de la quebrada Ocsha afluente del río Cañete, es un conjunto habitacional de estructuras circulares de piedra.
- Tambo Real, ubicado al pie del cerro Huiñac en la margen derecha de la quebrada Ocsha, al pie del camino Inca probablemente funcionó como garita, se trata de una construcción ooctogonal de piedra.
- Tambohuay se trata de 8 estructuras rectangulares de 7 m de largo por 4 m de ancho con ancho de paredes de 0.60 m y 2 m de alto, con calles de 2.70 m de ancho de piedra caliza y andesita.
- Pirca II, ubicada en una terraza glacial, se trat de corredores, pasajes, calles en una estructura cuadrangular de muros de pirca de 2 m de alto que evidencia techo a 2 aguas. Además se encontró alfarería local
- Escalerayoc, tanta vieja y San Juan de Chacancha.[3]

### Puentes
- Antacocha y Moya.

### Pinturas rupestres
- Cuchimachay, representa cuerpos de camélidos, la malloria de ellos gestantes, con cuello extremadamente largo, de perfil y mirando hacia el nevado Pariacaca. Son de color rojo.
- Tambomachay,
- Chuspi, tiene una representación humana de unos 0.30 m con las manos extendidas sosteniendo algo en la mano, acompañado de un perro y una serpiente. Se usó pintura roja y amarilla.
- Arcapata,
- Huascacocha y Tiílla.

## Autoridades

### Municipales
- 2019 - 2022
  - Alcalde: Celestina Victoria Reyes Ysla, Partido Fuerza Popular (K).
- 2015 - 2018[4]
  - Alcalde: Ponciano Pablo Peña Cangalaya, Movimiento Concertación para el Desarrollo Regional (CDR).
  - Regidores: Cresencio Víctor Soto Soto (CDR), Laura Maruja Chamilco Ramos (CDR), F. Saturnino Quiñones Jiménez (CDR), Juana Maribel Osores Cangalaya (CDR), Nancy Nimecia Vílchez Jiménez (Justicia y Capacidad).
- 2011 - 2014[5]
  - Alcalde: Gloria Quintina Reyes Trigos, Movimiento Concertación para el Desarrollo Regional (CDR).
  - Regidores: Cesilio Clemente Lazo Lazaro (CDR), Clara Elena Tantavilca Angome (CDR), Ketty Rocío Jiménez Vilchez (CDR), Lourdes Eulalia Ramos Vilchez (Partido Aprista Peruano), Eduardo Romel Peña Lazaro (Partido Aprista Peruano).
- 2007 - 2010
  - Alcalde: Gloria Quintina Reyes Trigos, Movimiento Concertación para el Desarrollo Regional (CDR).
- 2003 - 2006[6]
  - Alcalde: Carlos Alberto Zárate Sulca, Partido Acción Popular.
- 1999 - 2002
  - Alcalde: Andrés Roberto Reyes Ysla, Movimiento independiente Somos Perú.
- 1996 - 1998
  - Alcalde: Presilio Jiménez Vichez, Lista independiente N.º 7 Cambio Yauyos5.
- 1993 - 1995
  - Alcalde: Decidero Mendoza, Frente popular agrícola - Fia del Perú.
- 1991 - 1992
  - Alcalde: Medalit Segursa Sanabria, Lista independiente N.º 9 Los amantes de Tanta.
- 1987 - 1989
  - Alcalde: Toledo Brinner Sandoval Flores, Partido Aprista Peruano.
- 1984 - 1986
  - Alcalde: Leoncio Segura, Partido Aprista Peruano.
- 1981 - 1983
  - Alcalde: Eleazar Reyes Ysla,  Partido Acción Popular.

### Policiales
- Comisaría de Tanta
  - Comisario: Mayor PNP.[7]

### Religiosas
- Prelatura de Yauyos[8]
  - Obispo Prelado: Mons. Ricardo García García.[9]
- Parroquia San Lorenzo[10]
  - Párroco: Pbro. Edgar Romero Basurto.
  - Vicario parroquial: Pbro. Luis Apolinario Aroquipa.